# Mbaye Diagne (calciatore)
Mbaye Diagne (Dakar, 28 ottobre 1991) è un calciatore senegalese, attaccante dell'Amed.

## Caratteristiche tecniche
Diagne è un centravanti, possente fisicamente, efficace nel gioco aereo e abile nel proteggere la sfera in modo da favorire gli inserimenti dei compagni di squadra.

## Carriera

### Club
Nato in Senegal, da giovane trasloca in Italia con i propri genitori e qui si avvicina al calcio. A 19 anni debutta in prima squadra al Brandizzo, squadra della provincia torinese con la quale mette a segno 27 gol in 30 presenze. Il giovane, rivelatosi un gran talento, compie dunque il "salto" in Serie D, ai piemontesi del Bra. Qui gioca per una stagione segnando 23 gol in 29 presenze e guadagnando la vittoria del campionato con conseguente promozione in Lega Pro Seconda Divisione.
Nel 2013 lo nota e lo ingaggia la Juventus, che però non lo fa scendere in campo neanche una volta. Il club bianconero lo cede in prestito ai corsi dell'Ajaccio, squadra allenata da Fabrizio Ravanelli. Tuttavia per problemi di tesseramento Diagne non può giocare in gare ufficiali.
Nel gennaio 2014 è quindi trasferito ai belgi del Lierse, dove colleziona 11 presenze e 7 gol.
Alla fine del prestito, a luglio, si raggiunge l'accordo tra Juventus e Al-Shabab per un prestito oneroso da 200.000 euro stagionale. Fa il suo esordio con la maglia dei sauditi il 7 agosto 2014, quando subentra dalla panchina per giocare gli ultimi 17 minuti della partita di Supercoppa saudita vinta ai tiri di rigore contro l'Al-Nassr; nonostante il suo errore dal dischetto la squadra conquista il trofeo. Il successivo 16 agosto fa il suo esordio in campionato, in una partita vinta per 2-0 in casa contro l'Al-Khaleej, incontro che Diagne gioca da titolare.
Nel gennaio 2015, a stagione in corso, lascia la squadra saudita dopo aver giocato in totale 2 partite di campionato e passa al Westerlo, nella massima serie belga. Dopo 11 presenze e 3 gol fa ritorno alla Juventus.
Il 16 agosto 2015 viene ceduto per 200.000 euro agli ungheresi dell'Újpest. Debutta alla sesta giornata di campionato, giocando l’ultima mezz’ora nel match casalingo pareggiato 0-0 contro l’Haladás. Realizza la sua prima rete due giornate dopo, nel match casalingo perso per 2-1 contro il Ferencvarosi. Il 24 ottobre (13ª giornata) mette a segno una doppietta decisiva nel match vinto 2-0 contro il Vasas Budapest; da questo incontro mette a segno una rete nelle successive 6 partite (fino alla 19ª) portandosi a 14 presenze ed 11 reti. Nonostante ciò, il giocatore passa in Cina, al Tianjin.
Il 6 febbraio 2016 si trasferisce nel campionato cinese al Tianjin, con cui realizza 15 reti in 44 presenze.
Il 16 gennaio 2018 viene ingaggiato dal Kasimpasa, squadra turca con sede a Istanbul militante in Süper Lig. Solo dopo tre giorni dall’acquisto, nel match della 18ª giornata di campionato, subentra negli ultimi 5 minuti della partita contro l’Alanyaspor e sigla il decisivo 3-2 al 90º minuto. Dopo aver realizzato due doppiette, contro Trabzonspor ed Antalyaspor, il 12 maggio 2018 mette a referto la sua prima tripletta nel match vinto per 3-1 contro un Gençlerbirligi già retrocesso. Dopo aver totalizzato 12 reti in 17 partite di campionato, Diagne viene riconfermato in rosa anche per la stagione seguente e segna 8 reti nelle prime 6 giornate, arrivando a quota 20 gol nelle prime 17.
Il 31 gennaio 2019 il giocatore viene acquistato, per 10 milioni di euro, dal club turco del Galatasaray; il calciatore sottoscrive un contratto di quattro anni e mezzo. Al termine della stagione 2018-19, sommando le reti segnate con la maglia del Kasimpasa e con quella del Galatasaray, conquista il titolo di capocannoniere della Süper Lig.
Il 2 settembre 2019 il giocatore si trasferisce in prestito con diritto di riscatto al Club Brugge, squadra belga di Pro League e impegnata nella UEFA Champions League. Al termine della stagione, dopo aver collezionato 9 presenze e 4 reti, torna in Turchia.
Dopo aver iniziato la stagione 2020-2021 con il Galatasaray, nella sessione invernale di calciomercato viene ceduto agli inglesi del West Bromwich fino al termine della stagione.

### Nazionale
Nel marzo 2018, dopo aver lasciato i cinesi del Tianjin per ritornare in Europa al Kasimpasa, dichiara di voler aver più visibilità e guadagnarsi la possibilità di per poter giocare con il Senegal la Coppa del Mondo a Russia 2018. Tuttavia, dopo l'ufficializzazione delle convocazioni, il 17 maggio 2018, non viene convocato.
Il 9 settembre 2018, esordisce per il Senegal nel 2-2 contro il Madagascar nelle qualificazioni alla Coppa d'Africa 2019, entrando all'ultimo minuto come sostituto di Pape Moussa Konaté.

## Statistiche

### Presenze e reti nei club
Statistiche aggiornate al 9 agosto 2025.
| Stagione            | Squadra             | Campionato          | Campionato | Campionato | Coppe nazionali | Coppe nazionali | Coppe nazionali | Coppe continentali | Coppe continentali | Coppe continentali | Altre coppe | Altre coppe | Altre coppe | Totale | Totale |
| Stagione            | Squadra             | Comp                | Pres       | Reti       | Comp            | Pres            | Reti            | Comp               | Pres               | Reti               | Comp        | Pres        | Reti        | Pres   | Reti   |
| ------------------- | ------------------- | ------------------- | ---------- | ---------- | --------------- | --------------- | --------------- | ------------------ | ------------------ | ------------------ | ----------- | ----------- | ----------- | ------ | ------ |
| 2011-2012           | Brandizzo           | 1Cat.               | 30         | 27         | -               | -               | -               | -                  | -                  | -                  | -           | -           | -           | 30     | 27     |
| 2012-2013           | Bra                 | D                   | 29         | 23         | CI-D            | 0               | 0               | -                  | -                  | -                  | -           | -           | -           | 29     | 23     |
| 2013-gen. 2014      | Ajaccio             | L1                  | 0          | 0          | CF+CdL          | 0               | 0               | -                  | -                  | -                  | -           | -           | -           | 0      | 0      |
| gen.-giu. 2014      | Lierse              | D1                  | 7+4        | 4+3        | CB              | 0               | 0               | -                  | -                  | -                  | -           | -           | -           | 11     | 7      |
| 2014-gen. 2015      | Al-Shabab           | SPL                 | 2          | 0          | CPC+KC          | 0               | 0               | -                  | -                  | -                  | SA          | 1           | 0           | 3      | 0      |
| gen.-giu. 2015      | Westerlo            | D1                  | 5+6        | 2+1        | CB              | 0               | 0               | -                  | -                  | -                  | -           | -           | -           | 11     | 3      |
| 2015-gen. 2016      | Újpest              | NB I                | 14         | 11         | MK              | 2               | 0               | -                  | -                  | -                  | -           | -           | -           | 16     | 11     |
| 2016                | Tianjin Teda        | CSL                 | 27         | 9          | CC              | 1               | 0               | -                  | -                  | -                  | -           | -           | -           | 28     | 9      |
| 2017                | Tianjin Teda        | CSL                 | 17         | 6          | CC              | 0               | 0               | -                  | -                  | -                  | -           | -           | -           | 17     | 6      |
| Totale Tianjin Teda | Totale Tianjin Teda | Totale Tianjin Teda | 44         | 15         |                 | 1               | 0               |                    | -                  | -                  |             | -           | -           | 45     | 15     |
| gen.-giu. 2018      | Kasımpaşa           | SL                  | 17         | 12         | TK              | 0               | 0               | -                  | -                  | -                  | -           | -           | -           | 17     | 12     |
| 2018-gen. 2019      | Kasımpaşa           | SL                  | 19         | 20         | TK              | 2               | 0               | -                  | -                  | -                  | -           | -           | -           | 21     | 20     |
| Totale Kasımpaşa    | Totale Kasımpaşa    | Totale Kasımpaşa    | 36         | 32         |                 | 2               | 0               |                    | -                  | -                  |             | -           | -           | 38     | 32     |
| gen.-giu. 2019      | Galatasaray         | SL                  | 12         | 10         | TK              | 3               | 1               | UEL                | 2                  | 0                  | ST          | -           | -           | 17     | 11     |
| ago.-set. 2019      | Galatasaray         | SL                  | 3          | 0          | -               | -               | -               | -                  | -                  | -                  | ST          | 0           | 0           | 3      | 0      |
| set. 2019-2020      | Club Bruges         | D1                  | 6          | 4          | CB              | 1               | 0               | UCL                | 2                  | 0                  | -           | -           | -           | 9      | 4      |
| 2020-gen. 2021      | Galatasaray         | SL                  | 15         | 9          | TK              | 1               | 0               | UEL                | 3                  | 2                  | -           | -           | -           | 19     | 11     |
| gen.-giu. 2021      | West Bromwich       | PL                  | 16         | 3          | FACup+CdL       | 0               | 0               | -                  | -                  | -                  | -           | -           | -           | 16     | 3      |
| 2021-2022           | Galatasaray         | SL                  | 14         | 2          | TK              | 0               | 0               | UCL+UEL            | 1+8                | 1+1                | -           | -           | -           | 23     | 4      |
| Totale Galatasaray  | Totale Galatasaray  | Totale Galatasaray  | 44         | 21         |                 | 4               | 1               |                    | 14                 | 4                  |             | 0           | 0           | 62     | 26     |
| 2022-2023           | Fatih Karagümrük    | SL                  | 33         | 23         | TK              | 2               | 2               | -                  | -                  | -                  | -           | -           | -           | 35     | 25     |
| 2023-2024           | Al-Qadisiya         | PD                  | 32         | 26         | KC              | 1               | 0               | -                  | -                  | -                  | -           | -           | -           | 33     | 26     |
| 2024-2025           | Neom                | PD                  | 22         | 14         | KC              | 0               | 0               | -                  | -                  | -                  | -           | -           | -           | 22     | 14     |
| 2025-2026           | Amed                | 1L                  | -          | -          | TK              | -               | -               | -                  | -                  | -                  | -           | -           | -           | -      | -      |
| Totale carriera     | Totale carriera     | Totale carriera     | 311        | 199        |                 | 13              | 3               |                    | 16                 | 4                  |             | 1           | 0           | 360    | 216    |

### Cronologia presenze e reti in nazionale
| Cronologia completa delle presenze e delle reti in nazionale ― Senegal | Cronologia completa delle presenze e delle reti in nazionale ― Senegal | Cronologia completa delle presenze e delle reti in nazionale ― Senegal | Cronologia completa delle presenze e delle reti in nazionale ― Senegal | Cronologia completa delle presenze e delle reti in nazionale ― Senegal | Cronologia completa delle presenze e delle reti in nazionale ― Senegal | Cronologia completa delle presenze e delle reti in nazionale ― Senegal | Cronologia completa delle presenze e delle reti in nazionale ― Senegal |
| Data                                                                   | Città                                                                  | In casa                                                                | Risultato                                                              | Ospiti                                                                 | Competizione                                                           | Reti                                                                   | Note                                                                   |
| ---------------------------------------------------------------------- | ---------------------------------------------------------------------- | ---------------------------------------------------------------------- | ---------------------------------------------------------------------- | ---------------------------------------------------------------------- | ---------------------------------------------------------------------- | ---------------------------------------------------------------------- | ---------------------------------------------------------------------- |
| 9-9-2018                                                               | Antananarivo                                                           | Madagascar                                                             | 2 – 2                                                                  | Senegal                                                                | Qual. Coppa d'Africa 2019                                              | -                                                                      | 90’                                                                    |
| 13-10-2018                                                             | Dakar                                                                  | Senegal                                                                | 3 – 0                                                                  | Sudan                                                                  | Qual. Coppa d'Africa 2019                                              | -                                                                      | 74’                                                                    |
| 16-10-2018                                                             | Khartoum                                                               | Sudan                                                                  | 0 – 1                                                                  | Senegal                                                                | Qual. Coppa d'Africa 2019                                              | -                                                                      | 60’                                                                    |
| 26-3-2019                                                              | Dakar                                                                  | Senegal                                                                | 2 – 1                                                                  | Mali                                                                   | Amichevole                                                             | -                                                                      | 59’                                                                    |
| 16-6-2019                                                              | Ismailia                                                               | Senegal                                                                | 1 – 0                                                                  | Nigeria                                                                | Amichevole                                                             | -                                                                      | 70’                                                                    |
| 27-6-2019                                                              | Il Cairo                                                               | Senegal                                                                | 0 – 1                                                                  | Algeria                                                                | Coppa d'Africa 2019 - 1º turno                                         | -                                                                      | 73’                                                                    |
| 5-7-2019                                                               | Il Cairo                                                               | Uganda                                                                 | 0 – 1                                                                  | Senegal                                                                | Coppa d'Africa 2019 - Ottavi di finale                                 | -                                                                      | 85’                                                                    |
| 10-7-2019                                                              | Il Cairo                                                               | Senegal                                                                | 1 – 0                                                                  | Benin                                                                  | Coppa d'Africa 2019 - Quarti di finale                                 | -                                                                      | 64’                                                                    |
| 14-7-2019                                                              | Il Cairo                                                               | Senegal                                                                | 1 – 0 dts                                                              | Tunisia                                                                | Coppa d'Africa 2019 - Semifinale                                       | -                                                                      | 110’                                                                   |
| 19-7-2019                                                              | Il Cairo                                                               | Senegal                                                                | 0 – 1                                                                  | Algeria                                                                | Coppa d'Africa 2019 - Finale                                           | -                                                                      | 75’                                                                    |
| 30-3-2021                                                              | Dakar                                                                  | Senegal                                                                | 1 – 1                                                                  | eSwatini                                                               | Qual. Coppa d'Africa 2021                                              | -                                                                      |                                                                        |
| Totale                                                                 |                                                                        | Presenze                                                               | 11                                                                     |                                                                        | Reti                                                                   | 0                                                                      |                                                                        |

## Palmarès

### Club

#### Competizioni nazionali
- Serie D: 1

Bra: 2012-2013 (girone A)
- Saudi Super Cup: 1

Al Shabab: 2014
- Campionato turco: 1

Galatasaray: 2018-2019
- Coppa di Turchia: 1

Galatasaray: 2018-2019
- Supercoppa di Turchia: 1

Galatasaray: 2019
- Campionato belga: 1

Bruges: 2019-2020
- Prima Divisione (Arabia Saudita): 1

Al-Qadisiyya: 2023-2024

### Individuale
- Capocannoniere della Serie D: 1

2012-2013 (girone A, 23 reti)
- Capocannoniere del campionato turco: 1

2018-2019 (30 reti)
- Capocannoniere della Prima Divisione (Arabia Saudita): 1

2023-2024 (26 reti)